# Мюлаккер
Мюлаккер (нім. Mühlacker) — місто в Німеччині, знаходиться в землі Баден-Вюртемберг. Підпорядковується адміністративному округу Карлсруе. Входить до складу району Енц.
Площа — 54,32 км2. Населення становить 26 093 ос. (станом на 31 грудня 2020).